# Sleeze Beez
Sleeze Beez was een Nederlandse hairmetalband uit de jaren 80 en 90. De band bracht vier studioalbums uit en twee livealbums.

## Biografie
Sleeze Beez ontstond in 1987 toen Willem van Kooten drummer Jan Koster en gitarist Chriz van Jaarsveld de gelegenheid gaf in zijn studio enkele nummers op te nemen. De eerste opnames werden gemaakt met de Belgische zanger Tigo 'Tiger' Fawzi, waarmee het album Look Like Hell werd opgenomen. Hij werd al snel opgevolgd door Thijs Hamelaers, die echter maar enkele optredens met de band deed.
In 1988 kreeg de band meer vastigheid door het aantrekken van de Engelse zanger Andrew Elt, die eerder zong in Gin On The Rocks. Hij zong voor hen de vocals voor het nieuwe album Screwed Blued & Tattooed in en dat zou hun meest succesvolle album worden. De band weet met het album indruk te maken in de Verenigde Staten en toert daar in het voorprogramma van Skid Row. En vanwege het succes van de hitsingle Stranger Than Paradise deed de band daarna een eigen headline-tour van 90 shows vier maanden lang door de gehele USA en deed daarbij ook Canada aan. Het leidde tot een platencontract bij Atlantic Records en de single en video van Stranger than Paradise kwam in de top vijf van MTV'S Most Wanted terecht. Het album verkocht meer dan 100,000 units in de eerste twee maanden na uitkomst.
Begin jaren negentig ging het bergafwaarts met de band, die steeds meer ondervond dat het muzikale tij gekeerd was en er weinig vraag was naar glammetalbands. In 1995 vertrok de band voor enkele optredens naar Japan, waar ze nog steeds mateloos populair waren. De band nam er een livealbum op, die datzelfde jaar nog werd uitgebracht.
In 1996 maakte Koster, die kampte met een polsblessure en al jaren de drijvende kracht achter de band was, bekend dat hij uit de band stapte. Hierop viel de band uit elkaar. Koster richtte hierna, als gitarist, met Van Jaarsveld en Jongsma de band Jetland op, die zich voornamelijk op punkrock richtte en nog een notering in de Nederlandse Top 40 behaalde met de single And The Crowd Goes. Andrew Elt en Don van Spall speelden hierna in The Heavy 70's, een coverband, en The Moon, een band met eigen nummers.
In 2010 kwam de band weer bij elkaar. Op 23 juni speelden zij in het Gelredome in Arnhem met Stone Temple Pilots in het voorprogramma van Aerosmith. Op 4 februari 2011 was er een eenmalig optreden in Paradiso, Amsterdam.

## Leden
- Andrew Elt - zang
- Chriz van Jaarsveld - gitaar
- Don van Spall - gitaar
- Ed Jongsma - basgitaar
- Jan Koster - drums

## Discografie
- 1987 Look Like Hell
- 1990 Screwed Blued N Tattooed
- 1992 Powertool
- 1994 Insanity Beach
- 1995 Live in Tokyo
- 2010 Screwed Live